# Kathryn Kuhlman

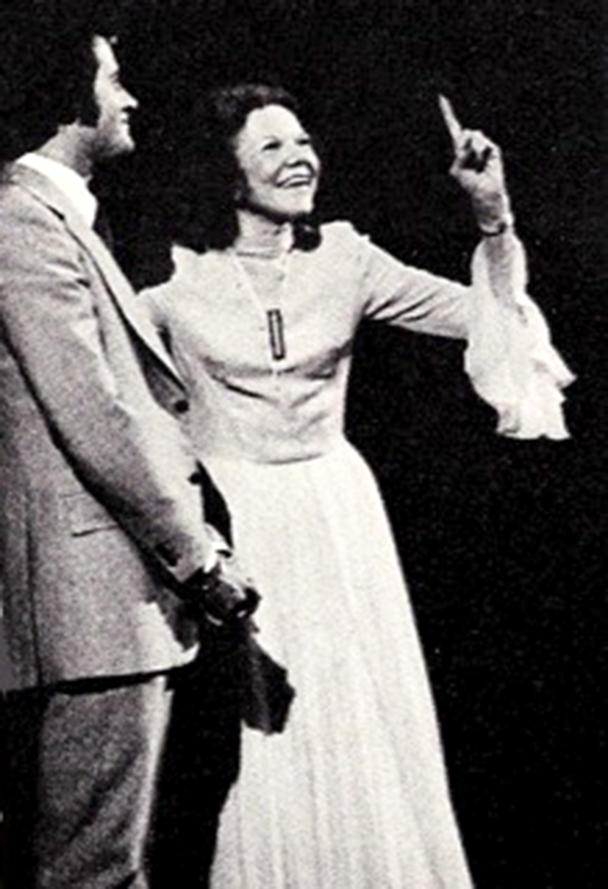
Richard Roberts und Kathryn Kuhlman

Kathryn Johanna Kuhlman (* 9. Mai 1907 in Concordia, Missouri; † 20. Februar 1976 in Tulsa, Oklahoma) war eine US-amerikanische Evangelistin.

## Leben und Wirken
Kuhlman wurde als eines von vier Kindern der deutschstämmigen Amerikaner Joseph Kuhlman († 1934) und Emma Walkenhorst auf einer Farm bei Concordia in Missouri geboren. 1909 zog die Familie in die Stadt Concordia um. Als 14-Jährige erfuhr sie die Wiedergeburt (englisch: born-again) in der Methodist Church of Concordia. 1923 mit 16 Jahren begann sie zu predigen, vor allem in baptistischen Kirchen des Mittleren Westens, da die Familie zu dieser Konfession gehörte.
Ab 1928 arbeitete sie mit dem Evangelisten Everett Parrott, dem Mann ihrer Schwester Myrtle, zusammen. Sie predigte auch in Kaufhäusern, Billardsälen und Opernhäusern, so in Boise, Pocatello und Twin Falls in Idaho. 1933 bis 1935 führte sie Veranstaltungen in Pueblo und in Denver in Colorado durch, die zu ihrem eigenen Gottesdienstraum, dem Denver Revival Tabernacle führten.
1946 wurde sie gebeten, in Franklin, Pennsylvania, zu predigen. Anschließend ließ sie sich dort nieder, und sie sprach regelmäßig im Gospel Tabernacle und im lokalen Radiosender WKRZ von Oil City in Pennsylvania. Etwas später führte sie im Faith Temple, einer ehemaligen Rollschulbahn, und im Stambaugh Auditorium in Youngstown (Ohio) in Ohio Heilungsgottesdienste durch. Die Heilungen sollen aber erst richtig eingesetzt haben, nachdem Kuhlman sich von ihrem Ehemann Waltrip getrennt hatte. Um 1950 predigte sie in der Carnegie Hall in Pittsburgh und wohnte dort im Vorort Fox Chapel. Im August 1952 konnte sie im Zelt von Rex Humbard in Akron in Ohio vor 15000 Personen auftreten.
Kuhlman reiste zwischen 1940 und 1970 durch die Vereinigten Staaten und in weitere Länder wie Israel, Schweden und Finnland, um sogenannte Heilungskreuzzüge (englisch: healing crusades) abzuhalten. In den 1960er und 1970ern hatte sie eine wöchentliche Fernsehsendung mit dem Titel I Believe In Miracles (deutsch: Ich glaube an Wunder), die in den CBS-Studios in Kalifornien von Dick Ross (1918–2009) produziert wurden. 1954 wurde die Kathryn Kuhlmann Foundation gegründet und 1970 deren kanadischer Ableger. Von 1965 bis am 16. November 1975 war das Shrine Auditorium in Los Angeles ihre Hauptbühne.
Da sie seit ungefähr zwanzig Jahren herzkrank war, unterzog sich Kuhlman einer Herzoperation am Hillcrest Medical Center in Tulsa, sie starb aber wenige Monate darauf am 20. Februar 1976 an Herzversagen. Die Abdankungsfeier wurde durch den Evangelisten Oral Roberts auf dem Forest Lawn Memorial Park in Los Angeles durchgeführt, wo sie begraben wurde.
Bevor sie starb, beauftragte sie Jamie Buckingham (1932–1992), den Gründer der Tabernacle Church in Melbourne, Florida, ihre Biographie zu schreiben, die 1976 unter dem Titel Daughter of Destiny. The Only Authorized Biography. im Verlag Bridge-Logos Foundation erschienen ist. Ihr Verkündigungs- und Heilungsdienst wurde von Tink Wilkerson weitergeführt.

## Wirkung und Kritik
Kuhlman war eine aktive, hektische und dominierende Person mit theatralischer Ausstrahlung und starker Präsenz auf der Bühne. Sie war exzentrisch, eigenwillig und fällte auch voreilige Personalentscheidungen und umgab sich teilweise mit ungeeigneten, unreifen Personen. Der konservative Evangelist Alexander Seibel und weitere Personen warfen ihr unehrliche Aussagen, insbesondere bezogen auf ihr Alter und ihren Zivilstand vor. Ob die vielen Heilungen körperlicher Krankheiten wirklich geschehen sind, bleibt umstritten. Trotzdem beeinflusst sie bis ins 21. Jahrhundert viele Evangelisten und charismatische Christen. So beruft sich der US-Evangelist Benny Hinn auf sie. In seinem Buch Good Morning, Holy Spirit schreibt er, dass er am 21. Dezember 1973 einen „Wundergottesdienst“ unter der Leitung der Evangelistin Kathryn Kuhlman besucht habe. Er traf Kuhlmann nie persönlich, besuchte aber oft ihre „Heilungsgottesdienste“ und zitiert sie häufig.

## Familie
1938 heiratete Kuhlman den Evangelisten Burroughs A. Waltrip, der sich hatte scheiden lassen, um sie heiraten zu können. Seine beiden Kinder blieben jedoch bei seiner ersten Ehefrau. 1944 verließ Kuhlmann Waltrip in Los Angeles, der sich im Gegenzug 1947 von ihr scheiden ließ.

## Schriften
- I Believe in Miracles. Spire Books, 1970.
  - Ich glaube an Wunder. Fix, Schorndorf 1971.
- How Big Is God? Dimension Books, 1974, ISBN 0-87123-222-7.
- Nothing is impossible with God. Oliphants, 1979, ISBN 0-13-625293-1.
  - Bei Gott ist nichts unmöglich. Fix, Schorndorf 1974, ISBN 3-87228-056-2; Asaph–Verlag, 2002, ISBN 978-3-935703-02-4.
- mit Jamie Buckingham: A Glimpse Into Glory. Bridge Logos, Plainfield, NJ 1979.
- God can do it again..
  - Er half mir … Persönliche Berichte von Menschen, denen Gott aus ihrer Not geholfen hat. Fix, Schorndorf 1974, ISBN 3-87228-047-3.